# Scranton (Dakota du Nord)
Pour les articles homonymes, voir Scranton.
La ville de Scranton est située dans le comté de Bowman, dans l’État du Dakota du Nord, aux États-Unis. Sa population s’élevait à 281 habitants lors du recensement de 2010, estimée à 262 habitants en 2018.

## Démographie
| 1910 | 1920 | 1930 | 1940 | 1950 | 1960 |
| ---- | ---- | ---- | ---- | ---- | ---- |
| 214  | 353  | 381  | 277  | 360  | 358  |

| 1970 | 1980 | 1990 | 2000 | 2010 | - |
| ---- | ---- | ---- | ---- | ---- | - |
| 360  | 415  | 294  | 304  | 281  | - |

## Personnalité liée à la ville
L’homme politique Warren Christopher est né à Scranton en 1925.

## Source
- (en) Cet article est partiellement ou en totalité issu de l’article de Wikipédia en anglais intitulé « Scranton, North Dakota » (voir la liste des auteurs).